# 花蓮縣玉里鎮玉里國民小學
花蓮縣玉里鎮玉里國民小學是花蓮縣玉里鎮的一所國小，創立於1920年。學校在2009年遷至現址，其原址現為玉里鎮鎮民廣場。

## 介紹
在玉里公學校設置之前，玉里地區的漢人學童需前往大庄公學校（今東里國小）通學。由於不甚方便，玉里區長賴甲、三笠區長陳玉成、瑞穗區長黃耀廷、大庄區長林克生在1919年5月向臺灣總督府連署希望設置公學校。1920年4月1日，臺灣總督府公告在花蓮港廳奉鄉玉里設置「玉里公學校」。1922年4月1日，玉里公學校改稱「玉里第一公學校」，而玉里蕃人公學校改稱玉里第二公學校（今樂合國小）。1939年3月24日，玉里第一公學三笠分教場設立，在隔年獨立為三笠公學校（今三民國小）。1941年4月1日，因《臺灣教育令》修正，學校改為「旭國民學校」。1943年3月26日，玉里旭國民學校長良分教場（今長良國小）設立。
二戰後，學校在1946年1月25日改為「玉里國民學校」，同年設置「光復分校」；光復分校在1951年獨立為「大禹國民學校」（今大禹國小）。在1962年設立「中城分校」，隔年獨立為為「中城國民學校」（今中城國小）。1968年8月因應九年國民義務教育，學校改為「玉里國民小學」。1992年8月，設置「附設國民小學補習學校」。 1999年8月，設置「永昌分校」。 
由於學校的地下有玉里斷層通過，而校舍曾在1951年縱谷地震系列受損，學校因此在2009年5月遷校至現址，並在整理學校時發現了日治時期的奉安庫。學校原址在之後改為玉里鎮民廣場，保留了因地震受損的穿堂及民權街的校門。

## 資料來源
1. 1 2 3  . 自由時報. 2017-08-29.
2. ↑  . 臺灣總督府公文類纂. 1920.
3. ↑  臺灣總督府. . 臺灣總督府報 第2089期. 1920-04-14.
4. ↑  花蓮港廳. . 花蓮港廳報. 1922-04-15.
5. ↑  花蓮港廳. . 花蓮港廳報. 1939-04-01.
6. ↑  花蓮港廳. . 花蓮港廳報. 1941-04-09.
7. ↑  花蓮港廳. . 花蓮港廳報. 1943-03-31.
8. ↑  花蓮縣文獻委員會.  (PDF). 1974.
9. ↑  玉里國小. .
10. ↑  . 自由時報. 2009-06-30.